# Karl De Clerck
Karl De Clerck is een Belgische politicus. Hij was burgemeester van Oostrozebeke.

## Biografie
Karl De Clerck is ingenieur van opleiding. Hij is zaakvoerder van diverse softwarebedrijven in Oostrozebeke.
In 2006 nam hij voor een eerste keer deel aan de gemeenteraadsverkiezingen. De lijst CD2000 haalde een absolute meerderheid en Karl werd gemeenteraadslid. In 2010 werd hij voorzitter van de gemeenteraad. Bij de verkiezingen van 2012 haalde Karl 50 voorkeursstemmen meer dan toenmalig burgemeester Jean Marie Bonte. De twee sloten een overeenkomst om het mandaat van burgemeester te delen. Karl trad aan op 1 januari 2016. 
In 2018 kwam Karl De Clerck opnieuw op, ditmaal als lijsttrekker. Zijn persoonlijke score was ondermaats in vergelijking met die van de lijstduwer, Luc Derudder. In 2019 volgt Luc Derudder hem op als burgemeester. Sindsdien heeft hij de lokale politiek verlaten.